# 迦具夜比売命
迦具夜比売命（かぐやひめのみこと、生没年不明）は、古墳時代の日本の人物。

## 概要
『古事記』にのみ登場する女性で、大筒木垂根王（比古由牟須美命の子）の娘であり垂仁天皇の妃とされる。子は袁邪弁王。